# Sociálně demokratická strana Koreje
Sociálně demokratická strana Koreje (korejsky 조선사회민주당, Čoson Sonsahwe Mindžudang; ve zkratce SDSK) je jedna ze tří oficiálně povolených politických stran v Korejské lidově demokratické republice. Strana se definuje jako demokratická politická strana sdružující dělníky, řemeslníky, rolníky a také křesťany provádějící vlasteneckou socialistickou politiku s ohledem na historická a národní specifika Koreje. Ve skutečnosti je plně kontrolována vedoucí Korejskou stranou práce. Existence SDSK je spíše formální a má navodit pocit demokratičnosti země. Strana byla součástí Jednotné demokratické vlastenecké fronty pro sjednocení země.

## Historie

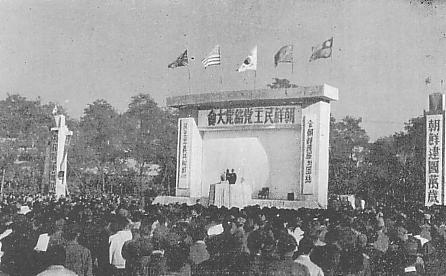
Ustavující sjezd strany v roce 1945

Strana byla založena 3. listopadu 1945 v Pchjongjangu jako Korejská demokratická strana aktivistou Cho Man-sikem. Rychle získala podporu křesťanských podnikatelů a intelektuálů, jakož i dělníků a během několika týdnů nabrala okolo půl milionu členů. Tato strana byla ovšem obviňována z podpory série antikomunistických a antisovětských bouří. Poté, co se Cho postavil proti výsledkům Moskevské konference v prosinci 1945, byl Sověty zatčen. Jeho zatčení vedlo k tomu, že se mnoho předních členů strany přestěhovalo do jihokorejského Soulu, kde zřídili nové sídlo a zúčastnili se voleb v květnu 1948 v Jižní Koreji. Získali jeden mandát, který obsadil Yi Yun-yong.
V Severní Koreji zvolila strana nové vedení v čele s komunistou Čchoi Jong-konem a pod jeho vládou se začlenila do prosovětské a prokomunistické Jednotné demokratické vlastenecké fronty pro sjednocení země, čímž se v podstatě stala podřízenou Korejské straně práce. Ve volbách v září 1948 získala 35 křesel v Nejvyšším lidovém shromáždění.
V letech 1959 a 1960 byly všechny stranické kanceláře zavřeny vládou. Postupně též přicházeli o křesla v parlamentu. Po roce 1962 měli pouze 4 křesla a po parlamentních volbách v letech 1967 a 1972 jim zbylo pouze jedno křeslo. V roce 1980 přijala strana svůj současný název.
Od roku 1982 do začátku 21. století distribuovala strana svůj vlastní stranický tisk v korejštině a angličtině. Od poloviny 10. let 21. století funguje již pouze online.
Po volbách v roce 1990 získala strana 51 mandátů. Ve volbách roku 1998 získala 52 a v roce 2009 50 mandátů. Tento počet si udržela i po volbách v roce 2014.

## Ideologie
Korejská demokratická strana byla přejmenována na sociálně demokratickou stranu v roce 1981. Pravděpodobným důvodem pro nový název bylo, že sociální demokracie je cizinci považována za přijatelnou ideologii. Od té doby je strana používána v severokorejské propagandě zaměřené na zahraniční sympatizanty. Kvůli zdánlivé sociálnědemokratické ideologii, která je pro cizince srozumitelná, je sociálně demokratická strana v takové propagandě používána mnohem více než druhá legální menší strana, Čeondoistická strana Ch'ŏngu.
Teoreticky se strana drží národní sociální demokracie, která odpovídá historickým podmínkám a národním charakteristikám Koreje, a jejím základním politickým mottem je „nezávislost, suverenita, demokracie, mír a obrana lidských práv“.

## Kritika vlády
Na krátkou dobu v druhé polovině osmdesátých let 20. století byly ve stranickém tisku publikovány texty kritické k severokorejské vládní politice. Jednalo se o výzvy k větší podpoře osob se zdravotním postižením nebo o zlepšení petičního systému, jakož i o zvýšení potenciálních výhod umožnění více než jednoho kandidáta v každém volebním okrsku a umožnění voličům rozhodnout, který bude zvolen. Předpokládá se, že tyto kritiky souvisely s krátkou liberalizací severokorejského soudního systému, ke které došlo přibližně ve stejnou dobu.

## Výsledky ve volbách
| Volby | Mandáty |
| ----- | ------- |
| 1948  | 35/572  |
| 1957  | 11/215  |
| 1962  | 4/383   |
| 1967  | 1/457   |
| 1972  | 1/457   |
| 1977  | 0/572   |
| 1982  | 0/615   |
| 1990  | 51/687  |
| 1998  | 53/687  |
| 2003  |         |
| 2009  | 50/687  |
| 2014  | 50/687  |